# Matilda I
Az A11 Infantry Tank Mk I, vagy más néven Matilda I a brit haderő gyalogsági támogató harckocsija volt a két háború között és a második világháború elején.
1934 áprilisában fogalmazta meg az igényt Sir Hugh Elles vezérezredes egy olyan gyalogsági harckocsira, mely jól páncélozott, géppuskával felfegyverzett és olyan gyorsan tud haladni, mint a gyalogság. A tervezést Sir John Carden vezette.
Egyes források szerint egy képregény kacsáról nevezték el, más források szerint egy John Carden által kitalált betűszó.
A kormányművet, féket és a tengelykapcsolót a Vickers könnyű harckocsiktól örökölte. Hogy a költségeket leszorítsák, egy általános Ford teherautó motort és váltóművét használták. A motort hátul helyezték el 90°-kal elforgatva, mely a hátsó tengelyeket hajtotta.
A szegecselt járműtestet öntött toronnyal látták el. A nagyon szűk költségvetés miatt csak kétszemélyesre tervezték.
A prototípust 1936 szeptemberében adták át a hadseregnek.